# Pere Serra i Gonzàlez
Pere Serra i Gonzàlez (Barcelona, 11 de juliol del 1870 - abril de 1934) va ser un compositor i pedagog musical català.

## Biografia
Estudià al Conservatori del Liceu, d'on també en va ser professor de teoria i solfeig (entre 1893 i 1931, pel cap baix); un dels seus alumnes va ser el futur pianista d'anomenada Frederic Mompou. Dirigí l'Orfeó Barcelonès fins al 1910, i sota la seva direcció aquesta entitat obtingué gran anomenada. Fou premiada en el concurs d'orfeons del 1904 a Saragossa.
Va ser autor d'una òpera, Las justicias del rey Don Pedro, algunes sarsueles, obres corals i per a piano, i sardanes. També harmonitzà cançons populars per a cor. Juntament amb Joaquim Zamacois i Avel·lí Abreu, professors companys seus en el Conservatori del Liceu, va ser autor de diverses obres per a l'ensenyament de la música que encara s'han reeditat recentment (1999). En solitari, i amb el pseudònim Robert Scott publicà mètodes per a l'estudi de diversos instruments.
Va morir a l'Havana a finals d'abril de 1934.
El seu germà Modest Serra i Gonzàlez va ser també professor del Liceu i compositor.

## Obres
- Loa autómatas, sarsuela
- Crisantemos, per a piano (comprèn: Gavota, Minué, Capricho, Tirolesa, Polonesa, Melodía)
- Elisa (1900), polca-masurca per a piano
- Flor de almendro, per a piano (comprèn: Vals, Mazurka, Serenata, Plegaria, Marcha, Nocturno)
- Las justicias del rey Don Pedro, òpera
- Un novio a lazo, sarsuela
- Sanctus (1900)

### Sardanes
- Elisa (1922)
- Isabel
- Joventut catalana
- Manresa (1934)
- Perles i flors
- La petita sardana
- Platges de l'Empordà
- Ripoll (1934)
- El rocós Montgrí
- Sant Segimon
- Visca el bon temps!

### Mètodes d'ensenyament de música
- Arte práctico de solfeo para el uso de los alumnos del Conservatorio del liceo Barcelonés de S.M. Da. Isabel 2a. por los profesores del mismo Andrés A. Abreu ... [et al.]; obra revisada y corregida por el director de la propia Escuela Francisco de P. Sánchez Gavagnach Barcelona: Lit. M.Hereu, 1893?
- Joaquim Zamacois, Avelino Abreu, Pere Serra Llenguatge musical: nivell elemental, lliçons cantades (4 cursos en 4 volums) Barcelona: Conservatori Superior de Música del Liceu, 1999
- Joaquim Zamacois, Avelino Abreu, Pere Serra Llenguatge musical: nivell mitjà, lliçons cantades (4 cursos en quatre volums) Barcelona: Conservatori Superior de Música del Liceu, 1999
- Robert Scott Método graduado para el estudio de la trompa Barcelona: Boileau, 1934
- Robert Scott Método graduado para el estudio del clarinete Barcelona: Boileau, 1941
- Robert Scott Método graduado para el estudio del saxofón Barcelona: Boileau, 1934
- Robert Scott Método graduado para trombón de varas y de pistones Barcelona: Boileau, 1934
- Robert Scott Metodo para trompeta y cornetin Barcelona: Boileau
- Robert Scott Método preliminar graduado para guitarra Barcelona: Boileau, 1943
- Robert Scott Método y estudios diarios para guitarra Barcelona: Boileau
- Zamacois, Abreu, Serra Programa de la asignatura Teoria-Solfeo. 1r curso Barcelona: Conservatorio del Liceo Barcelonès (3 edicions)
- Joaquim Zamacois, Avelino Abreu, Pere Serra Solfeo (6 cursos) Barcelona: Conservatorio del Liceo
  - Primer curso 52a. edició, 1984
  - Segundo curso
  - Tercer curso
  - Cuarto curso
  - Quinto curso 17a. ed. 1989
  - Sexto curso
- Joaquim Zamacois, Avelino Abreu, Pere Serra Teoría: cuarto curso Barcelona: Conservatorio del Liceo
- Teoría de la música (2 volums) Barcelona: Labor, 1949 (25a. ed. 1994) (Barcelona: Idea Books, 2002)
- Joaquim Zamacois, Avelino Abreu, Pere Serra Teoría perteneciente a la asignatura de solfeo Barcelona: Boileau
  - Primer curso
  - Segundo curso
  - Tercer curso 6a. ed. Barcelona: Conservatorio del Liceo, 1950
  - Cuarto curso
  - Quinto curso 13. ed. Barcelona: Conservatorio del Liceo, 1989
  - Sexto curso 12. ed. Barcelona: Conservatorio del Liceo, 1989